# Tragedia a Bluegate Fields
Tragedia a Bluegate Fields (titolo originale BlueGate Fields) è un romanzo giallo di Anne Perry pubblicato nel 1984. Il romanzo è stato tradotto e pubblicato in Italia nel 1990 nella collana Il Giallo Mondadori con il numero 2174

## Trama
Nei bassifondi della Londra vittoriana, nel quartiere di Bluegate Fields, un netturbino trova per caso, il corpo di un ragazzo, completamente nudo. 
Una cosa non insolita in quella zona secondo l'ispettore Pitt. Questo corpo però ha qualcosa di inusuale. Dopo diverse indagini,l'ispettore scopre che il defunto era malato di sifilide ed era Arthur Waybourne, figlio maggiore della famiglia Waybourne, Affogato presumibilmente in una vasca da bagno e successivamente gettato nelle fogne. 
Inizia così l'indagine dell'ispettore, cercando di farsi largo fra gli sbarramenti di un'aristocrazia così chiusa e formale, la quale sarebbe disposta a coprire un omicidio pur di mantenere la propria immagine. 
Viene indagato ed accusato da subito il precettore della famiglia, il saccente e presuntuoso Maurice Jerome. Accusato di molestie, rapporti omosessuali ed omicidio. 
L'ispettore Pitt, aiutato dalla moglie Charlotte, dovrà scoperchiare il vaso di pandora dell'aristocrazia per poter risolvere il caso ed evitare che un innocente venga condannato a morte. 

## Edizioni
- Anne Perry, Tragedia a Bluegate Fields, traduzione di Rita Botter Pierangeli, collana Il Giallo Mondadori, Arnoldo Mondadori Editore, 1990.